# Rashidat Junaid
Rashidat Junaid (Chesilhurst, 29 novembre 1987) è un'ex cestista statunitense.

## Carriera
È stata selezionata dalle Los Angeles Sparks al terzo giro del Draft WNBA 2010 (32ª scelta assoluta).